# Enemy at the Gates
Enemy at the Gates (vertaald: 'vijand aan de poorten') is een film van Jean-Jacques Annaud uit 2001.

## Verhaal
Enemy at the Gates vertelt het verhaal van de Russische soldaat Vasili Zajtsev bij de slag om Stalingrad (1942-1943). De politiek commissaris Danilov wordt zijn beste vriend en zorgt ervoor dat hij bij de scherpschutters komt. Vasili wordt een Russische held door veel Duitse officieren te doden. De Duitsers reageren hierop door een van de beste scherpschutters uit hun leger te sturen, een zekere Erwin König.
Er ontstaat een steeds terugkerende strijd tussen beide scherpschutters die telkens onbeslist eindigt. Ondertussen vindt Vasili in Tania zijn ware liefde, maar zonder dat hij het merkt raakt Danilov ook verliefd op haar. Vasili komt vaak bij een huis waar een jongetje (Sacha Filipov) en zijn moeder verblijven. Danilov zorgt ervoor dat het jongetje valse informatie aan de Duitse scherpschutter doorspeelt. Deze komt erachter dat hij door de jongen is bedrogen en hangt hem op. Uiteindelijk weet Danilov de positie van Erwin König aan Vasili bloot te geven door zichzelf als levend doelwit op te offeren waarna Vasili de Duitse officier kan doden. Na afloop van de slag wordt Vasili in een ziekenhuis met de van haar wonden herstellende Tania herenigd.

## Rolverdeling
| Acteur                                 | Personage                        |
| -------------------------------------- | -------------------------------- |
| Jude Law                               | Russische soldaat Vasili Zajtsev |
| Rachel Weisz                           | Joodse Tania Chernova            |
| Joseph Fiennes                         | politiek commissaris Danilov     |
| Ed Harris ...Duitse majoor Erwin König |                                  |
| Bob Hoskins                            | commandant Nikita Chroesjtsjov   |
| Ron Perlman                            | Russische soldaat Koulikov       |
| Eva Mattes                             | moeder Filipov                   |
| Gabriel Thomson                        | Sacha Filipov                    |

## Trivia
- Het level "Vendetta" uit het spel Call of Duty: World at War is gebaseerd op deze film.